# Inner Sanctum
Inner Sanctum (englisch für Inneres Allerheiligstes) ist eine Bucht im Norden von Signy Island im Archipel der Südlichen Orkneyinseln. Sie liegt mit einer Gruppe kleiner Inseln an ihrer Einfahrt südlich des North Point.
Der Falkland Islands Dependencies Survey nahm zwischen 1947 und 1950 Vermessungen der Bucht vor. Luftaufnahmen entstanden 1968 durch die Royal Navy. Das UK Antarctic Place-Names Committee benannte sie 2004.